# Rachel Pastor
Rachel Pastor Pérez (La Habana, Cuba) es una actriz, cantante y directora cubana radicada en los Estados Unidos. Es reconocida por su trabajo teatral con el Grupo Argos Teatro, así como por sus apariciones cinematográficas en Vicenta B o Tres veces Dos.

## Biografía
Rachel Pastor ha confesado que la música fue su primera pasión, y por ello cursó estudios en el Conservatorio Alejandro García Caturla de La Habana.
Cuando descubrió la actuación, se inició en grupos de teatros para aficionados y formó parte de una agrupación dirigida por el actor Hugo Reyes, hijo de la prestigiosa actriz cubana Alina Rodríguez. 
Estudió dirección coral en la Escuela Nacional de Arte (ENA) y completó su formación en el Instituto Superior de Arte (ISA) de Cuba.
Su carrera profesional es amplia, y ha actuado en diversos escenarios a nivel mundial que incluyen México, España, Francia, Alemania, Reino Unido, Suiza y los Estados Unidos.
Formó parte del grupo de rock Montespuma, dirigido por Mario Daly y se ha involucrado en producciones musicales de espectáculos de compañías cubanas como Teatro El Público y Buendía y de artistas como David Torrens con quien colaboró en las voces del disco Razones. Fue parte del elenco de los musicales Bésame mucho, dirigido por Yolena Alonso y Carmen la cubana, donde fue Paquita en una puesta internacional concebida por Stephen Clark y Christopher Renshaw.
Su presencia en el teatro ha estado ligada mayoritariamente a la compañía Argos Teatro de Carlos Celdrán, siendo parte de disimiles puestas entre las que se citan: Locos de amor (Dirección Yeandro Tamayo y Yailin Coppola), Sistema (Dir. Yeandro Tamayo), Talco, Aire frío y Hierro. Esta última llegó a los Estados Unidos con funciones en el Black Box Theater del Miami Dade County Auditorium.
Es recordada por su personaje de Minita en la telenovela Al compás del son (2004), o por sus interpretaciones en los telefilmes Con el gris posado en la mejilla y Un día perfecto para el pez plátano.
Su último trabajo en Cuba fue Travesura musical, una serie infantil dirigida por Pedro Jorge Hernández de la Compañía Artística Verdarte.
Desde 2021 se radicó en Miami, Florida y ha sumado a su palmarés otras experiencias en cine, teatro y televisión. Fue parte del elenco del filme Vicenta B, del realizador Carlos Lechuga, y actuó en una versión de Farándula, de Jazz Vilá, que se estrenó en el Teatro Trail. Participó, además, en algunos shows como “Cuba: Under the Stars” y Cuba Nostalgia.
Pastor ha incursionado como escritora y dramaturga. Su obra ¿Y tú qué has hecho? se estrenó en La Habana en 2017 por el grupo ContAre dirigido por Elvia Pérez, y ahora se repone en Miami con la producción de Albita Rodríguez y compartiendo escena con Susana Pérez, Judith González y Alina Robert, en compañía de la pianista Oda Carmona.